# Juillan
Juillan ist eine französische Gemeinde im Département Hautes-Pyrénées in der Region Okzitanien. Sie liegt im Arrondissement Tarbes und im Kanton Ossun.
Juillan hat 4019 Einwohner (Stand 1. Januar 2022) auf 8,2 Quadratkilometern und liegt etwa fünf Kilometer südwestlich von Tarbes in der Bigorre am Échez. Durch die Gemeinde führt am westlichen Rand die Route nationale 21 und im Norden die Autoroute A64.
Der Name des Ortes kommt vom lateinischen Campus jullianus. Es handelte sich dabei also um Landeigentum des römischen Obersten Jullianus.

## Persönlichkeiten
- Denis Jourdanet (1815–1892), Arzt und Physiologe
- Lionel Beauxis (* 1985), Rugbyspieler
- Alain Caussade (* 1952), Rugbyspieler